# Gobernación de Ereván
La gobernación de Ereván (Эриванская губерния) era una de las divisiones territoriales del Imperio ruso (gubernias) en el Cáucaso, cuya capital era Ereván. Se establece en 1849 y sigue vigente hasta 1918.
Tenía una extensión de entre 24.454,4 y 27.830 verstas cuadradas.
Corresponde en la actualidad aproximadamente a la Armenia central, la provincia turca de Iğdır, y el enclave azerbayano de Najicheván. En 1897 tenía 829.556 habitantes.
Al finalizar la Guerra ruso-persa, el Imperio ruso adquiere los territorios del Kanato de Ereván y el Kanato de Najicheván, en cumplimiento del Tratado de Turkmenchay de 1828, constituyendo una única unidad administrativa llamada Óblast de Armenia. En 1850, el Óblast es reorganizado como una gobernación, y en 1872 está compuesto de 7 Uyezds. En 1918, la mayor parte de la gobernación de Ereván forma parte de la República Democrática de Armenia.

## División administrativa
Estaba dividida en los siguientes Uyezd:
- Uyezd de Aleksandropol (Gyumri)(Александропольский уезд)
- Uyezd de Najichevan ( Нахичеванский уезд)
- Uyezd de Novobayazeto (Gegharkunik) ( Новобаязетский уезд)
- Uyezd de Surmali (Igdir) ( Сурмалинский уезд)
- Uyezd de Sharur-Daralagez ( Шаруро-Даралагезский уезд)
- Uyezd de Ereván ( Эриванский уезд)
- Uyezd de Echmiladzin (Эчмиадзинский уезд)

## Demografía

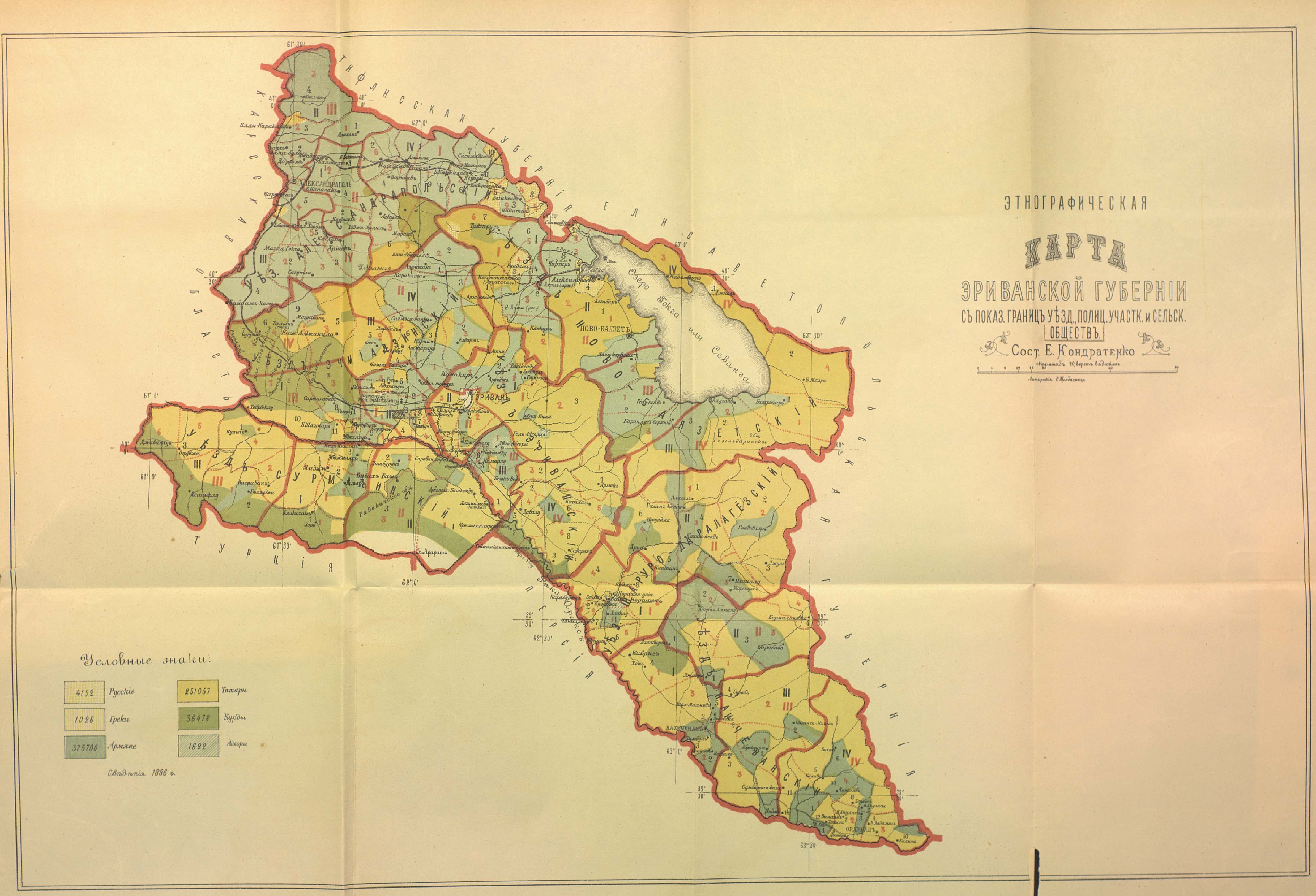
Etnografía de la gobernación de Ereván (1902).

De acuerdo con el censo ruso de 1897, la mayoría de la población de la gobernación era armenia (el 56%) y azerbayana (el 37,5%). Los azeríes constituían una mayoría éntica en Ereván, Najicheván, Sharur y Surmali, mientras que los otros tres Uezd eran predominantemente armenios. Otras minorías étnicas con los kurdos (5.9%) y rusos (2.1%).

### Evolución de la población entre 1872 y 1915 de la gobernación de Ereván[4]
| 1872-1874  | 1883-1884  | 1894       | 1897       | 1915        | verstas2  |
| ---------- | ---------- | ---------- | ---------- | ----------- | --------- |
| 547.7 hab. | 594.0 hab. | 838.7 hab. | 829.6 hab. | 1065.9 hab. | 23.2 Vst2 |

## Gobernadores
Los gobernadores de Ereván:
- 1849 - 1859 Ivan Nazarov
- 1860 - 1862 Mikhail Astafev
- 1862 - 1863 Nikolai Kolyubakin
- 1863 - 1865 Aleksey Kharitonov
- 1869 - 1873 Nikolai Karmalin
- 1873 - 1880 Mikhail Roslavlev
- 22 de marzo de 1880 - 22 de diciembre de 1890 Mikhail Shalikov
- 2 de febrero de 1891 - 16 de noviembre de 1895 Alexander Frese
- 20 de febrero de 1896 - 1916 Vladimir Tiesenhausen
- 1905 - 1906 Maksud Alikhanov-Avarskiy
- 1905 Louis-Napoleon Bonaparte
- 1916 - 1917 Arkady Strelbitskiy
- 14 de marzo de 1917 - noviembre de 1917 V.A. Kharlamov
- Noviembre de 1917 Avetis Agaryan
- 1917-1917 Sokrat Tyurosyan